# Delta do Indo
O delta do rio Indo fica no sul do Paquistão. Cidades importantes no delta são Karachi e Hyderabad. O delta do Indo fica junto do Mar Arábico.